# Liste des cathédrales de l'Acre
Cet article recense les cathédrales de l'Acre au Brésil.

## Généralités
Les cathédrales érigées dans l'État de l'Acre sont des édifices de l'Église catholique. Administrativement, l'État est couvert par deux diocèses : on y compte deux cathédrales.

## Liste
| Édifice                     | Ville           | Diocèse              | Coordonnées                       | Illus. |
| --------------------------- | --------------- | -------------------- | --------------------------------- | ------ |
| Notre-Dame-de-Gloire (id)   | Cruzeiro do Sul | Cruzeiro do Sul (pt) | 7° 38′ 09″ sud, 72° 40′ 03″ ouest |        |
| Notre-Dame-de-Nazareth (id) | Rio Branco      | Rio Branco (pt)      | 9° 58′ 30″ sud, 67° 48′ 39″ ouest |        |